# Текки, Шипионе
Шипионе Текки (итал. Scipione Tecchi; 27 июня 1854, Рим, Папская область — 7 февраля 1915, Рим, королевство Италия) — итальянский куриальный кардинал и папский сановник. Асессор Священной Консисторской Конгрегации и секретарь Священной Коллегии Кардиналов с 24 октября 1908 по 25 мая 1914. Про-префект Священной Конгрегации обрядов с 8 ноября 1914 по 7 февраля 1915. Кардинал-священник с 25 мая 1914, с титулом церкви Санта-Мария-ин-Домника с 28 мая 1914.